# Vadim Repin

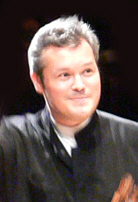
Vadim Repin (März 2008)

Vadim Repin (Wadim Wiktorowitsch Repin, [ˈvɐ'dim 'viktɐrvitʃ 'repin], Вадим Викторович Репин; * 31. August 1971 in Nowosibirsk) ist ein russischer Violinist und lebt in Wien.
Yehudi Menuhin sagte über Vadim Repin: „Er ist einfach der beste und perfekteste Violinist, den ich jemals hören durfte.“

## Werdegang
Mit fünf Jahren begann er mit Dmitri Waks Geige zu spielen, auf dessen Initiative er zwei Jahre später bei Zakhar Bron, dem berühmten Geigenlehrer, studierte.
Internationale Aufmerksamkeit erweckte er, als er 1989 als bisher Jüngster den Concours Reine Elisabeth gewann.
Er gab als Solist Konzerte mit den Berliner Philharmonikern, den Wiener Philharmonikern, dem Concertgebouw-Orchester Amsterdam und spielte mit Simon Rattle, Waleri Gergijew und Mariss Jansons.
Repin hat öfters Auftritte in der Carnegie Hall und bei den Londoner Proms. Im Mai 2010 brachte er mit dem London Symphony Orchestra unter Gergiev das für ihn geschriebene Violinkonzert von James MacMillan zur Welturaufführung.
Seit 2014 ist Vadim Repin Künstlerischer Leiter des Trans-Siberian-Art Festivals.
Vadim Repin heiratete 2001 Caroline Diemunsch. 2006 wurde ihr gemeinsamer Sohn Leonardo geboren. Mittlerweile ist er mit Swetlana Sacharowa verheiratet, der Primaballerina des Bolschoi-Balletts. Mit ihr hat er seit Februar 2011 eine Tochter.

## Instrumente
- 1984–1989: Stradivari „ex-Wieniawski-Wieniawski“ (1720) als Leihgabe aus einer staatlichen Instrumentensammlung in Russland
- 1996: Guarneri del Gesù „Isaac Stern“ (1737), benannt nach Isaac Stern, als kurzzeitige Leihgabe von David Fulton
- 1996–2005: Stradivari „Rubin“ (1708) als Leihgabe der Stradivari Society in Chicago
- 2005: Guarneri del Gesù „Il Cannone“ (1743) als Leihgabe der Stadt Genua für ein Konzert ebendort
- 2002–2009: Guarneri del Gesù „Von Szerdahely“ (1736)[9][10]
- 2010–2012: Guarneri del Gesù „Bonjour“ (1743)
- 2013–2015: Guarneri del Gesù „Lafont“ (1736)
- aktuell: Stradivari „Rode“ (1733)

## Preise und Auszeichnungen
- 1982: Erste Preise beim Wieniawski-Jugend-Wettbewerb in Lublin
- 1988: Tibor-Varga-Wettbewerb in Sion
- 1989: Erster Preis beim Concours Reine Elisabeth in Brüssel
- 2010 Preis Victoire d'honneur de l'association „Les Victoires de la Musique“[11][12]
- 2010 Ernennung zum Chevalier dans l'Ordre des Arts et des Lettres[13]